# Kaiserpalast Kyōto

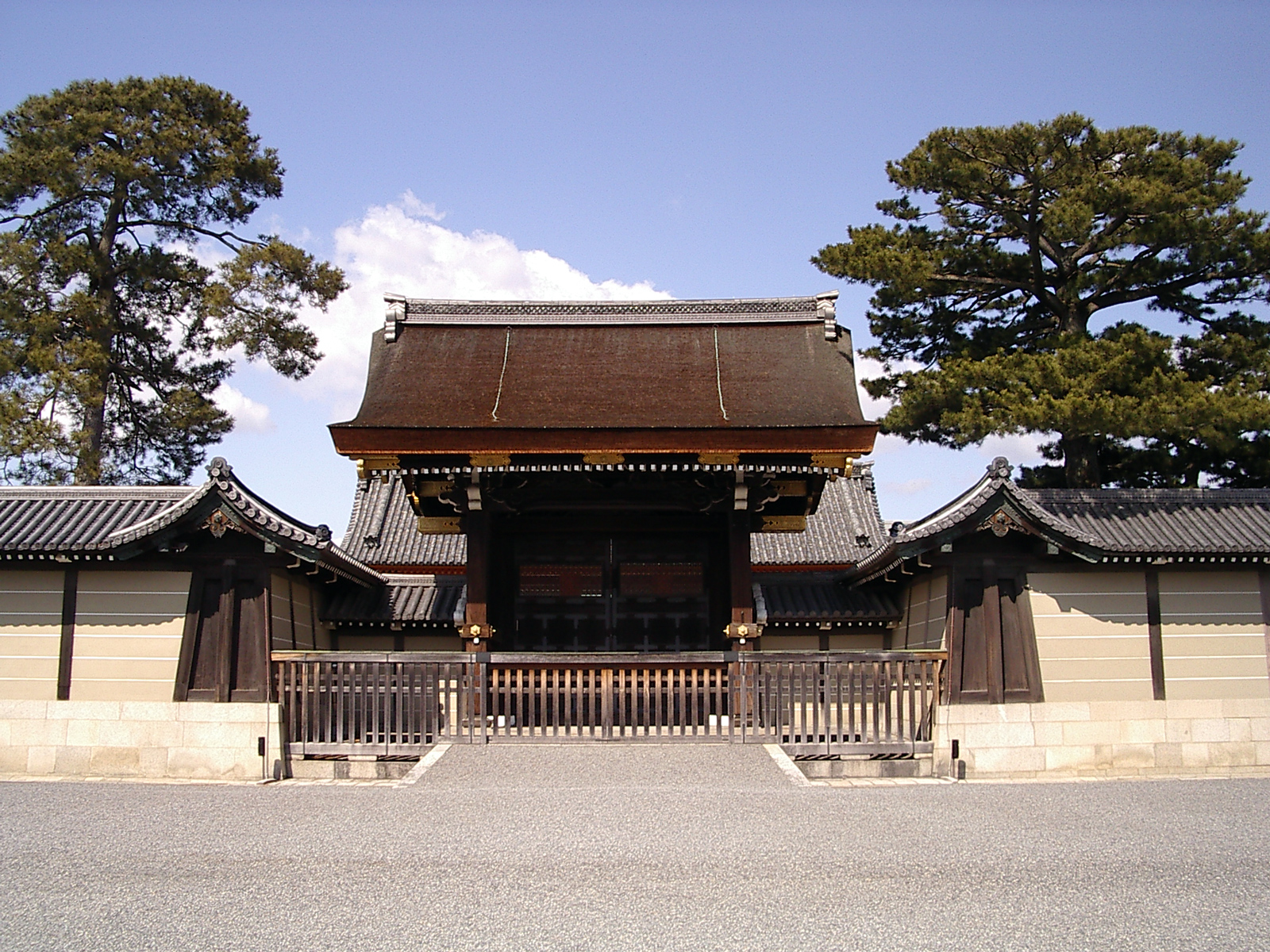
Kenrei-mon (建礼門), eines der Tore des Kyōto Gosho

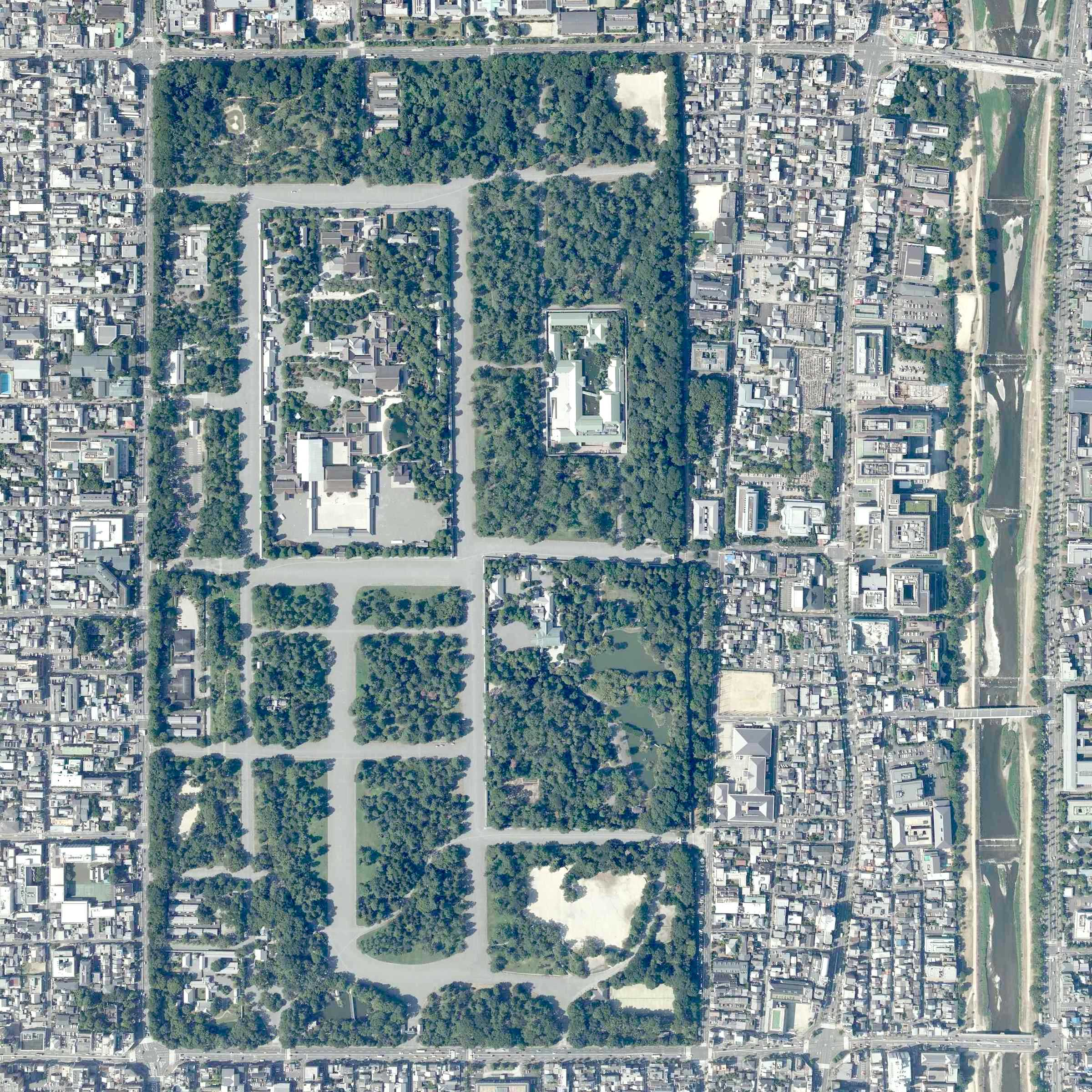
Luftbild des Palastgeländes

Der Kaiserpalast Kyōto (japanisch 京都御所 Kyōto Gosho) war während des größten Teiles seiner Geschichte die Residenz des Kaisers von Japan. Dies begann mit der Heian-Zeit, als die kaiserliche Hauptstadt von Heijō-kyō (Nara) nach Heian-kyō, dem heutigen Kyōto, umzog. Die Funktion als offizielle Residenz endete mit der Meiji-Restauration, als der Kaiser seinen Sitz nach Edo, dem heutigen Tōkyō verlegte (Kaiserpalast Tokio). Die Kaiser Taishō und Shōwa begingen ihre Krönungszeremonien weiter im Kaiserpalast von Kyōto.
Allgemein bezeichnet der Gosho in Kyōto alle Gebäude im ummauerten Parkgelände zwischen den Straßen Imadegawa im Norden, Marutamachi im Süden, Karasuma im Westen und Teramachi im Osten mit einer Ausdehnung von etwa 1100 × 600 m. Im engeren Sinne bezieht sich Gosho auf den inneren Palastkomplex in der Nordhälfte des Geländes.
Das Kaiserliche Hofamt unterhält die Gebäude und das Gelände, das amtlich auch Kyōto Gyoen (京都御苑, dt. „kaiserliche Gärten Kyōto“) bezeichnet wird. Das Parkgelände steht der Allgemeinheit rund um die Uhr zur Verfügung, auch die Grünflächen dürfen ähnlich wie in europäischen Parks zum Zeitvertreib genutzt werden. Die Palastanlagen selbst waren der Öffentlichkeit lange Zeit nur sehr eingeschränkt zugänglich, inzwischen ist die Anlage täglich außer Montag zur kostenlosen Besichtigung geöffnet.

## Geschichte
Der heutige Kyōto Gosho geht auf die Nebenresidenz (里内裏, satodairi) Tsuchimikado-dono (土御門殿) bzw. Tsuchimikado Higashi no Tōin-dono (土御門東洞院殿) in Heian-kyō zurück, die knapp 500 m östlich vom kaiserlichen Palast Daidairi entfernt lag, aber das eigentliche Machtzentrum war.
Danach wurde der Palast mehrere Male durch Feuer zerstört und wieder aufgebaut. Als der Palast 1788 wieder abbrannte, wurde Matsudaira Sadanobu vom Shogunat mit dem Wiederaufbau beauftragt. 1790 ließ Sadanobu basierend auf Uramatsu Kozens (裏松 固禅) Daidairi Zukōshō (大内裏図考証) das Jōmei-mon (承明門), die Shishin-den (紫宸殿) und die Seiryō-den (清涼殿) nach den heian-zeitlichen Vorbildern rekonstruieren. 1854 wurde der Palast wieder durch ein Feuer zerstört, aber im Jahr darauf in der heutigen Form neuaufgebaut.

## Gebäude und Gelände
Das Palastgelände besitzt neben der Kaiserlichen Residenz (内裏, dairi) eine Reihe weiterer Gebäude. Im Norden der Residenz liegt Sentō (仙洞), die Residenz des zurückgetretenen Kaisers. Nördlich des Gosho, jenseits der Straße Imadegawa, befindet sich die Dōshisha-Universität.

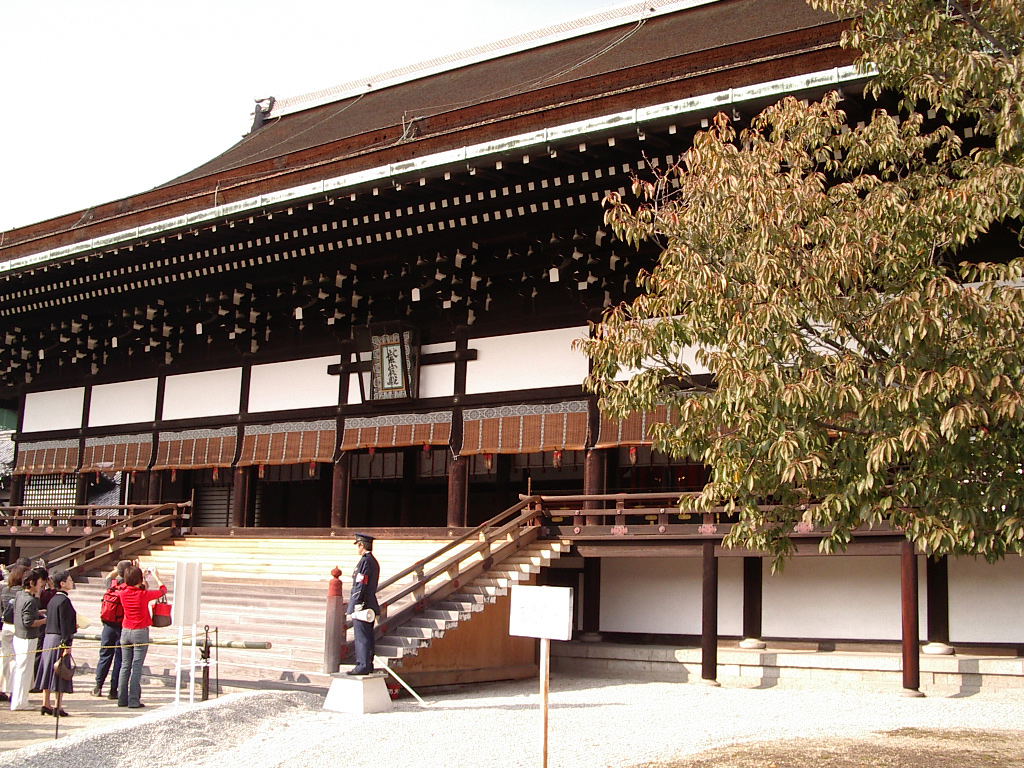
Die Shishinden-Haupthalle, in der sich der Thron befindet

Das Hauptgebäude auf dem Palastgelände umfasst neben anderen Hallen die Halle für Staatszeremonien (紫宸殿 Shishinden, purpurne kaiserliche Halle), Seiryōden (清涼殿, kühle/erfrischende Halle), Hofraum (小御所 Kogosho, kleines, kaiserliches Zimmer), Ogakumonsho (御学問所, kaiserliches Studienzimmer oder Bibliothek) sowie eine Anzahl von Residenzen für die Kaiserin, hochrangige Aristokraten und Regierungsbeamte.
Das Haupttor an der Südseite des Palastes besitzt ein Dach aus Zypressenholz und wird von vier Pfeilern unterstützt. An beiden Seiten sind berühmte und heilige Bäume gepflanzt: eine Kirsche (Sakura) zur Linken, ein Tachibana-Baum zur Rechten. Dieses Tor wird nur bei den seltenen Gelegenheiten genutzt, zu denen der Kaiser ausländische Diplomaten oder Würdenträger empfängt, sowie bei anderen wichtigen Staatszeremonien. Seitlich befinden sich Zäune, die die inneren Teile vom allgemeinen Palastgelände trennen.
Direkt hinter dem Haupttor befindet sich ein mit Zinnober bemaltes und mit Ziegeln gedecktes zweites Tor, das zum Shishinden, der Halle für die Staatszeremonien, führt. Der Shishinden wurde für solch wichtige Zeremonien wie Kaiserkrönungen und Einsetzung von Kronprinzen benutzt. Sie ist 33 × 23 m groß und in traditionellem Stil mit Giebeln und vier abfallenden Dachseiten errichtet.

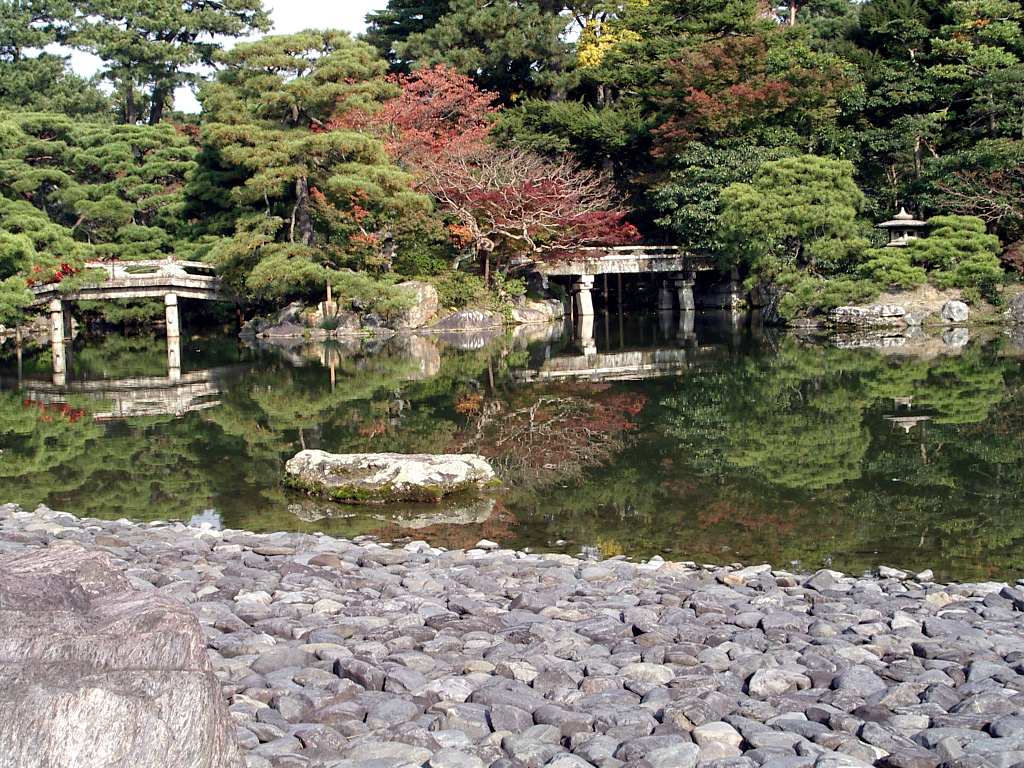
Oike-niwa (御池庭) Garten und Teich

Das Zentrum des Shishinden wird von einem Hisashi (庇), einem langen schmalen Gang, umgeben, wie er in Adelshäusern der traditionellen Architektur von Heian üblich ist. Darin öffnet sich ein weiter offener Raum, der von mit Matten bedeckten Bereichen überbrückt wird, die zum zentralen Thronraum führen. Der Thron selbst, genannt Takamikura (高御座), steht auf einer achteckigen Plattform fünf Meter über dem Boden und kann vom Rest des Raumes durch eine Gardine getrennt werden. Die Schiebetüren, die den Kaiser vor Blicken verbergen, heißen kenjō no shōji (賢聖障子, dt. „Schiebetür der Weisen und Heiligen“) und sind mit einem Bild von 32 Heiligen bemalt, das eines der wichtigsten Vorbilder für die Malerei der Heian-Zeit wurde.
Der Seiryōden befindet sich westlich der Shishinden mit der Vorderseite nach Osten. Er hat ebenfalls ein an vier Seiten abgeschrägtes Dach mit Giebeln und besteht hauptsächlich aus Zypressenholz. Ursprünglich war dies der Platz, wo der Kaiser seine persönlichen Angelegenheiten regelte. Später wurde er auch für verschiedene Versammlungen und Zusammenkünfte genutzt. In der Mitte befindet sich ein Bereich, wo der Kaiser ruhte, an der Ostseite der Halle war ein Bereich von zwei Tatami als Sitzplatz für Aristokraten und Würdenträger reserviert. Hier konnte der Kaiser formelle Angelegenheiten regeln. An der Nordseite der Halls war ein abgeschlossener Bereich, wo der Kaiser nachts schlief. Später begannen die Kaiser, dazu die offizielle Residenz (dairi) zu benutzen. Die Westseite war für das Frühstück des Kaisers reserviert und enthielt auch die Toiletten, die Südseite wurde durch den kaiserlichen Archivar genutzt. Dieser Bereich hatte verschiedene Gemälde von Meistern der Tosa-Schule, vor dem Gebäude waren dort verschiedene seltene Bambusarten angepflanzt.